# Campionati del mondo di ciclismo su pista 2017 - Corsa a punti femminile
La corsa a punti femminile ai Campionati del mondo di ciclismo su pista 2017 si è svolta il 16 aprile 2017.

## Risultati
| Posizione | Atleta             | Nazione       | Punti giro | Punti sprint | Punti totali |
| --------- | ------------------ | ------------- | ---------- | ------------ | ------------ |
| 1         | Elinor Barker      | Regno Unito   | 40         | 19           | 59           |
| 2         | Sarah Hammer       | Stati Uniti   | 40         | 11           | 51           |
| 3         | Kirsten Wild       | Paesi Bassi   | 20         | 15           | 35           |
| 4         | Lotte Kopecky      | Belgio        | 20         | 3            | 23           |
| 5         | Charlotte Becker   | Germania      | 0          | 16           | 16           |
| 6         | Jasmin Duehring    | Canada        | 0          | 9            | 9            |
| 7         | Giorgia Bronzini   | Italia        | 0          | 8            | 8            |
| 8         | Gulnaz Badykova    | Russia        | 0          | 7            | 7            |
| 9         | Aušrinė Trebaitė   | Lituania      | 0          | 6            | 6            |
| 10        | Anita Stenberg     | Norvegia      | 0          | 5            | 5            |
| 11        | Amy Cure           | Australia     | 0          | 5            | 5            |
| 12        | Verena Eberhardt   | Austria       | 0          | 3            | 3            |
| 13        | Alžbeta Pavlendová | Slovacchia    | 0          | 2            | 2            |
| 14        | Racquel Sheath     | Nuova Zelanda | 0          | 2            | 2            |
| 15        | Lydia Gurley       | Irlanda       | 0          | 2            | 2            |
| 16        | Anna Nahirna       | Ucraina       | 0          | 1            | 1            |
| 17        | Élise Delzenne     | Francia       | 0          | 1            | 1            |
| 18        | Ana Usabiaga       | Spagna        | 0          | 0            | 0            |
| 19        | Jarmila Machačová  | Rep. Ceca     | 0          | 0            | 0            |
| 20        | Yang Qianyu        | Hong Kong     | 0          | 0            | 0            |
| 21        | Natalia Rutkowska  | Polonia       | −20        | 3            | −17          |
| 22        | Minami Uwano       | Giappone      | −20        | 3            | −17          |